# Plazoleta Crisólogo Larralde

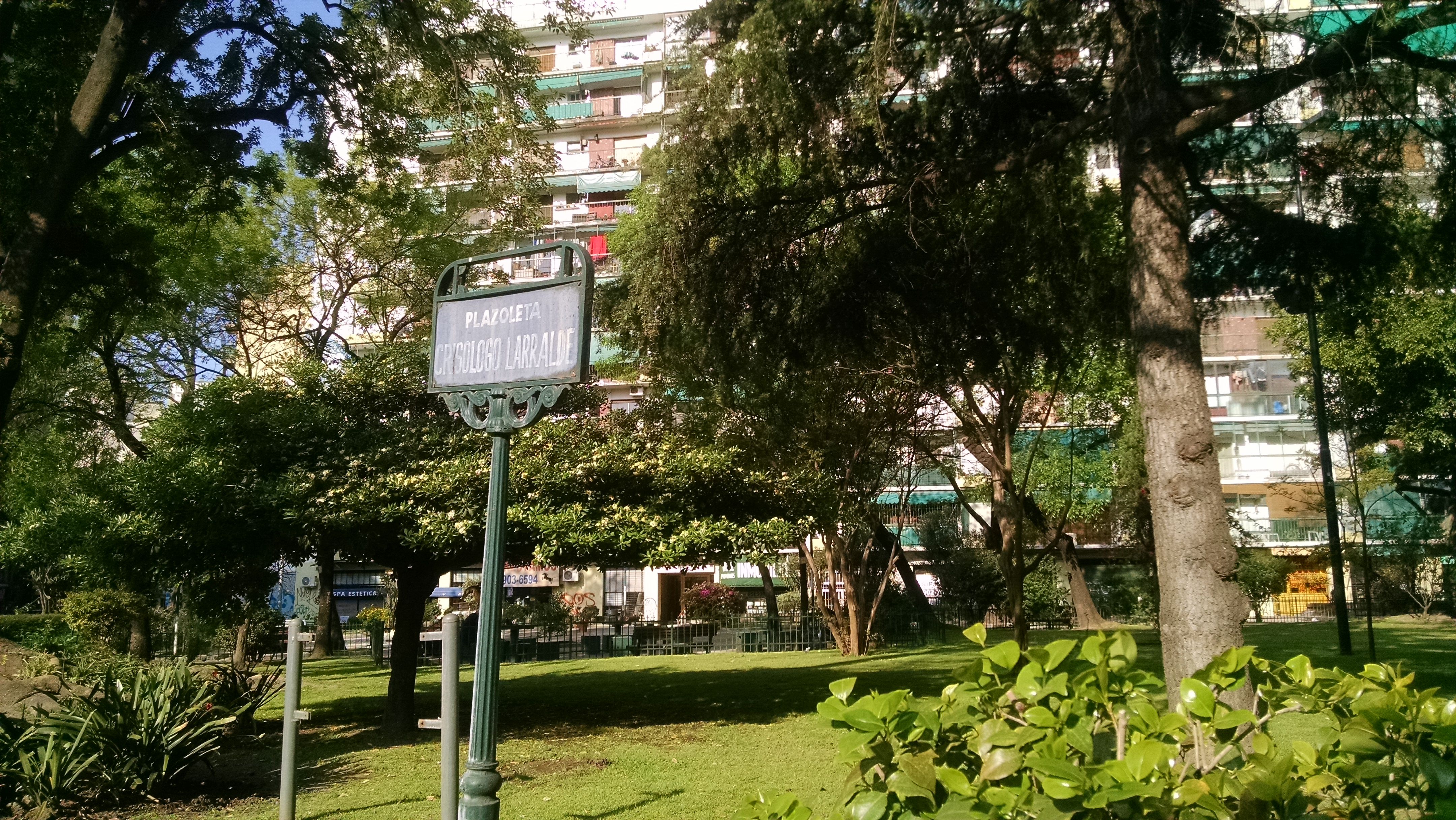
Vista de la Plazoleta Crisólogo Larralde desde la esquina de Rojas y Yerbal. De fondo se observa la línea de edificación de Honorio Pueyrredón.

La Plazoleta Crisólogo Larralde es un espacio verde del barrio de Caballito de la Ciudad de Buenos Aires.
Fue creada como resultado de la expropiación de terrenos para la extensión de la Avenida Honorio Pueyrredón hasta Plaza Primera Junta, motivo por el cual la línea de edificación sigue la inclinación virtual de su traza. Fue inaugurada en octubre de 1983, ocasión en que recibió su nombre actual como homenaje al dirigente de la Unión Cívica Radical Crisólogo Larralde.

## Ubicación geográfica
La plazoleta se ubica entre las calles Rojas, Yerbal y la Avenida Honorio Pueyrredón. Esta última, aunque conserva el nombre de avenida, es un pasaje peatonal en el tramo en que la línea de edificación bordea la plazoleta. Su tamaño es de un cuarto de manzana, y se ubica a aproximadamente una cuadra de la estación Primera Junta y de la estación Caballito, equidistante entre ambas.

## Características

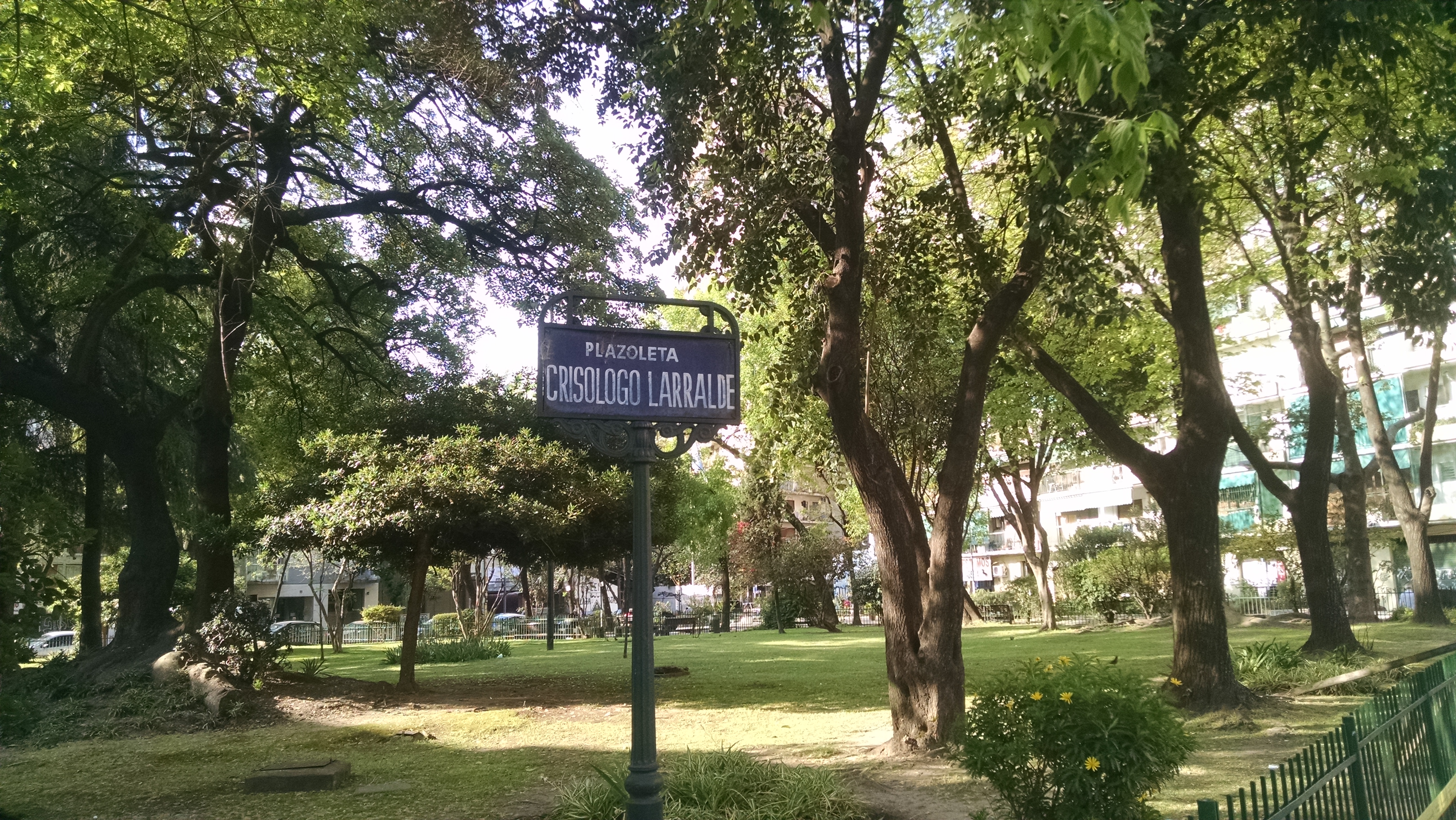
Vista de la plazoleta desde la calle Rojas hacia la calle Yerbal (fondo).

La plazoleta tiene una sección con juegos para niños y una sección de paseo. También hay una figura de la Virgen María en una vitrina para devoción de los fieles.[cita requerida] Existió asimismo un mural de inspiración barrial obra del artista plástico Carlos Terribili,